# Famille Geoffroy Saint-Hilaire
La famille Geoffroy Saint-Hilaire est une famille française originaire de l'Aube, puis établie à Étampes, dans l'Essonne. Elle a formé deux branches, la branche ainée Geoffroy Saint-Hilaire, qui a donné plusieurs naturalistes notoires au XIXe siècle, et la branche cadette Geoffroy-Château, toutes deux subsistantes.

## Histoire
La famille Geoffroy est originaire de Villy-le-Maréchal, dans l'Aube. Elle s'est établie vers 1710 à Étampes (Essonne), puis chacune de ses deux branches respectivement vers 1780 et vers 1825 à Paris.
Étienne Geoffroy Saint-Hilaire, né en 1772 à Étampes et mort en 1844 à Paris, est un naturaliste et anatomiste. Membre de l'Académie des sciences en 1807, il laissa de nombreux travaux qui firent avancer les connaissances zoologiques de son temps.

## Filiation
- Jean Gérard Geoffroy (vers 1730 - 1804), avocat en parlement, magistrat à Étampes, dont :
  - Étienne Geoffroy Saint-Hilaire (1772-1844), zoologiste[1], dont :
    - Isidore Geoffroy Saint-Hilaire (1805-1861), zoologiste, membre de l'Académie des sciences en 1833[1], dont :
      - Albert Geoffroy Saint-Hilaire (1835-1919), directeur du Jardin d'acclimatation du bois de Boulogne, dont :
        - Étienne Geoffroy Saint-Hilaire (1868-1947), homme politique[2], dont postérité subsistante.

  - Marc Antoine Geoffroy-Château (1774-1806), major du génie dans les armées de l'Empire, dont :
    - Louis Napoléon Geoffroy-Château (1803-1858), juge à Paris, écrivain, dont postérité subsistante.

## Hommages
- Lycée Geoffroy-Saint-Hilaire, lycée à Étampes
- Rue Geoffroy-Saint-Hilaire, voie dans le quartier du Jardin des plantes, dans le 5e arrondissement de Paris